# إرتريا الإيطالية
 إرتريا الإيطالية أول مستعمرة للمملكة الإيطالية. تم إنشاؤها في عام 1890م (ولكن تم قيام أولى المستوطنات الإيطالية في عام 1882م حول عصب واستمرت رسميا حتى عام 1947.

## تاريخ

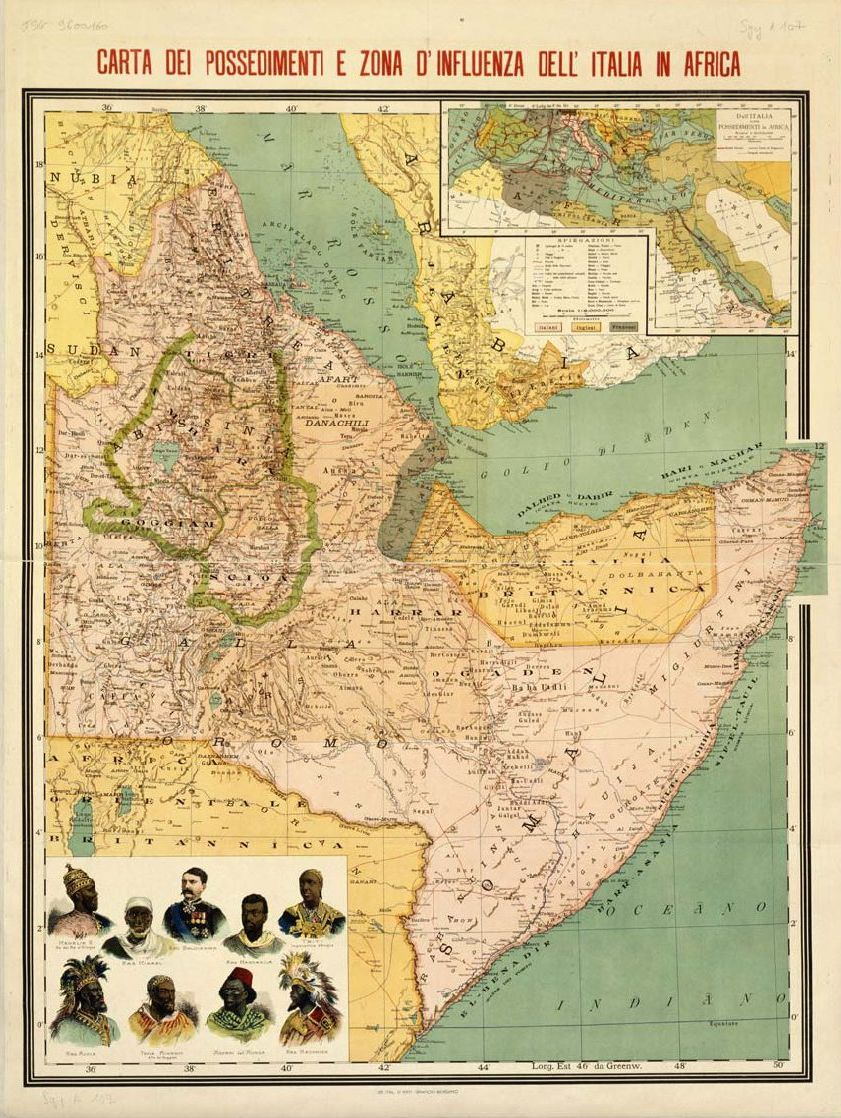
خريطة توضح ممتلكات ونفوذ إيطاليا في شرق أفريقيا في العام 1896

### الاستيلاء على عصب وإنشاء المستعمرة
من العام 1882 إلى 1941م ظلت إرتريا تحت حكم المملكة الإيطالية. سكنت من قبل مجموعات من المستوطنين الإيطاليين الذين انتقلوا إلى هناك من بداية القرن 20. وفي عام 1869م تم شراء خليج عصب من قبل شركة شحن من السلطان، وحصلت عليها إيطاليا (1882) لاستغلال المناطق النائية، وجاء استخدام ميناء عصب بمثابة محطة تزويد بالفحم. خلال القرن العشرين أصبح ميناء عصب هو الميناء الرئيسي. استغرق الإيطاليون الاستفادة من اضطراب في شمال إثيوبيا في أعقاب وفاة الإمبراطور يوهانيس الرابع في عام 1889 لاحتلال المرتفعات مع الجنرال اوريستي وأنشأ مستعمرة جديدة، والمعروف من الآن فصاعدا باسم «إريتريا» : فهي حصلت على اعتراف من منليك الثاني، الإمبراطور الإثيوبي الجديد.

### إرتريا الإيطالية خلال الحقبة الفاشية
جلب سطوع بنيتو موسوليني إلى السلطة في إيطاليا في عام 1922م تغييرات عميقة للحكومة الاستعمارية في اريتريا. وأعلن ولادة الإمبراطورية الإيطالية في مايو 1936م. تم دمج كل من إيطاليا إرتريا مع اتساع المناطق الشمالية في إثيوبيا، والصومال الإيطالي مع إثيوبيا لضمها كوحدات، إدارات جديدة ل أفريقيا الشرقية الإيطالية. فرض النظام الفاشي في تلك السنوات حكم قاس، الذي شدد على الفكر السياسي للاستعمار في إرتريا في اسم «الإمبراطورية الرومانية الجديدة».
في عام 1933 كانت إرتريا الإيطالية تبلغ من المساحة 119000 كيلومتر مربع وبلغ عدد سكانها 510,000 من السكان الأصليين. خلال حقبة الفاشية، كانت المستعمرة موضوعا لمشروع التحديث الطموح من قبل الحاكم غاسباريني جاكوبو 1924، الذي حاول أن تتحول إلى مركز رئيسي لتسويق المنتجات والمواد الخام ولا سيما في الثلاثينات، وكانت إرتريا مستعمرة أكثر حداثة وتم مد آلاف الكيلومترات من الطرق والجسور والسكك الحديدية، وميناء حديث، ونظمت المدينة مع إنشاء أحياء إيطالية. وينبغي التأكيد على أن إرتريا وليبيا والصومال من المستعمرات التي تنتمي إلى الإمبراطورية الإيطالية في عام 1936. وتم اختيار إرتريا من قبل الحكومة الإيطالية لتكون المركز الصناعي للشرق أفريقيا الإيطالية.
| إرتريا الإيطالية | بعد تطوير وسائل النقل وأساليب جديدة للاتصالات في البلاد، بدأ الإيطاليون لاقامة مصانع جديدة، والتي بدورها أسهمت في الأنشطة الواجبة لتعزيز التجارة. بنيت مصانع حديثة، وانتاج زيوت الطهي ومواد البناء والمعكرونة، وتعبئة اللحوم والتبغ والجلود والسلع المنزلية الأخرى. في العام 1939، كان هناك نحو 2198 مصنعا ومعظم الموظفين كانوا من مواطني اريتيريا، حتى انتقل بعضهم من القرى للعمل في إنشاء الصناعات التي أيضا زادت في عدد كل من الإيطاليين والاريتريين المقيمين في المدن. عدد الإيطاليين المقيمين في البلاد ارتفع من 4600 إلى 75000 في غضون خمس سنوات، وبمشاركة من الاريتريين في الصناعات، وتوسعت تجارة الفاكهة المزروعة في مختلف أنحاء البلاد، في حين كانت بعض المزارع يمتلكها المواطنون الاريتيريون | إرتريا الإيطالية |

واصلت الحكومة الإيطالية تنفيذ الإصلاحات الزراعية وكانت المزارع التي يملكها الإيطاليون تأتي في المقام الأول من صادرات القهوة التي ازدهرت في أواخر العام 1930. في عام 1940 كانت منطقة أسمرة تضم أكثر من ألفي شركة صناعية صغيرة ومتوسطة الحجم، وتتركز في مجالات البناء، والميكانيكا، والمنسوجات والكهرباء والصناعات الغذائية. وبناء على ذلك، اعتبر مستوى المعيشة والحياة في إرتريا في عام 1939 واحدة من أفضل المستعمرات الأفريقية للمستعمرين الإيطاليين والاريتريين.
تعتبر حكومة موسوليني المستعمرة الاريتيرية واحدة من القواعد الاستراتيجية، وذلك باستخدامها كقاعدة لإطلاق حملة لقهر واستعمار إثيوبيا. حتى في الحرب العالمية الثانية استخدم الإيطاليون إرتريا لمهاجمة السودان واحتلال منطقة كسلا من البريطانيين. في الواقع، كانت أفضل القوات الاستعمارية الإيطالية هي من افراد الاسكاري الإريترييين، كما قال المارشال الإيطالي رودولفو غراتسياني والضابط الأسطوري أميديو جيليت.

## الاحتلال البريطاني ونهاية المستعمرة
عندما احتل الجيش البريطاني إرتريا واستيلائها الإيطاليين في ربيع عام 1941، معظم البنى التحتية والمناطق الصناعية تضررت للغاية وأزيلت تباعا ما تبقى منها (مثل تلفريك أسمرة) قد أرسلت إلى الهند وأفريقيا البريطانية باعتبارها غنيمة حرب.

## صور

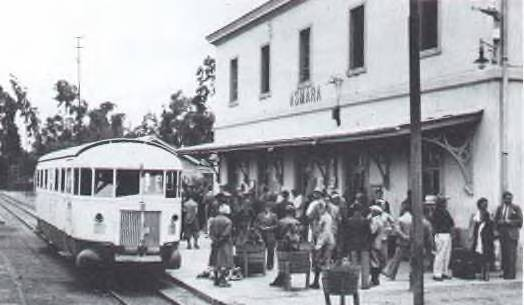
Asmara Railway Station in 1938
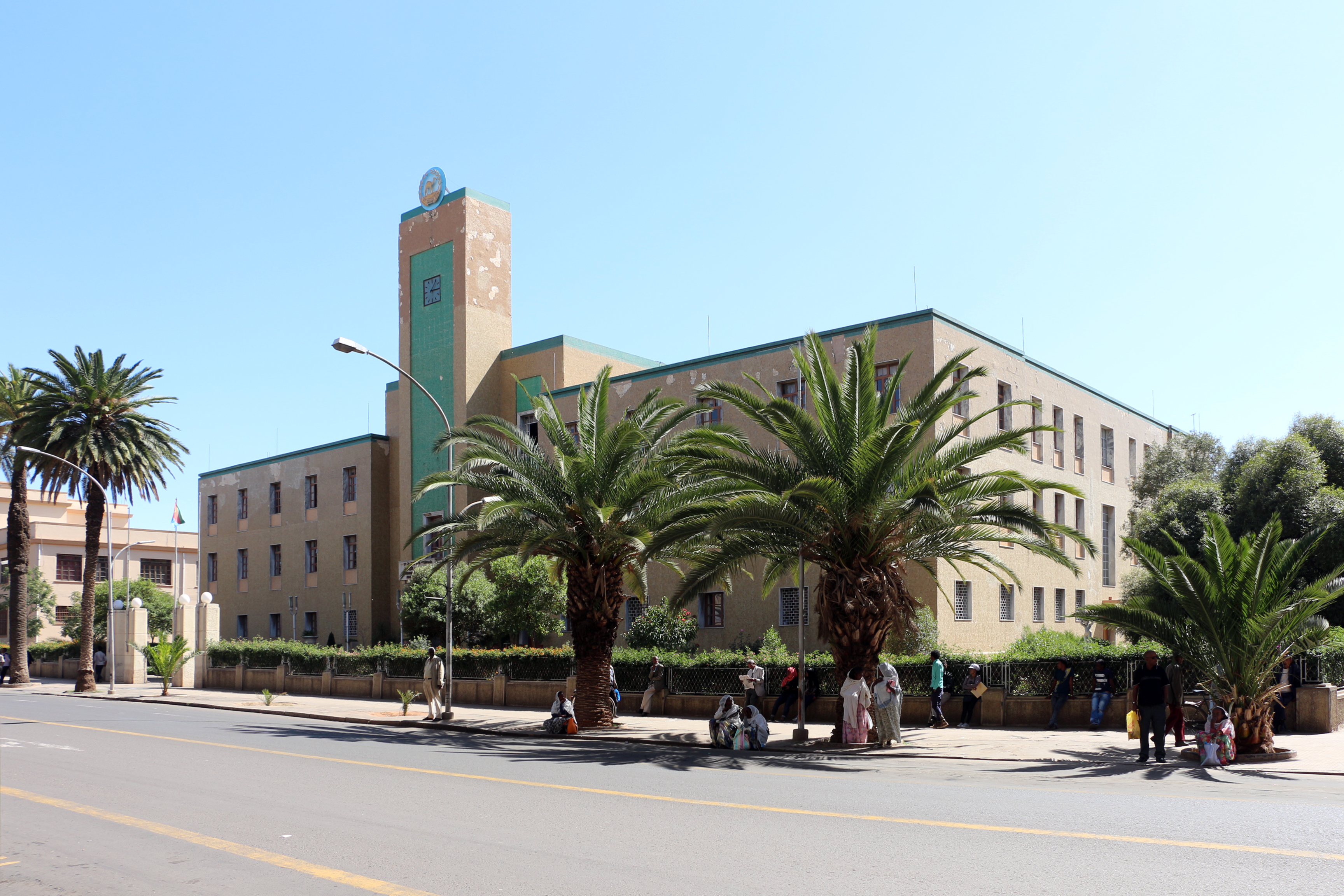
قصر المحافظ (أسمرة)
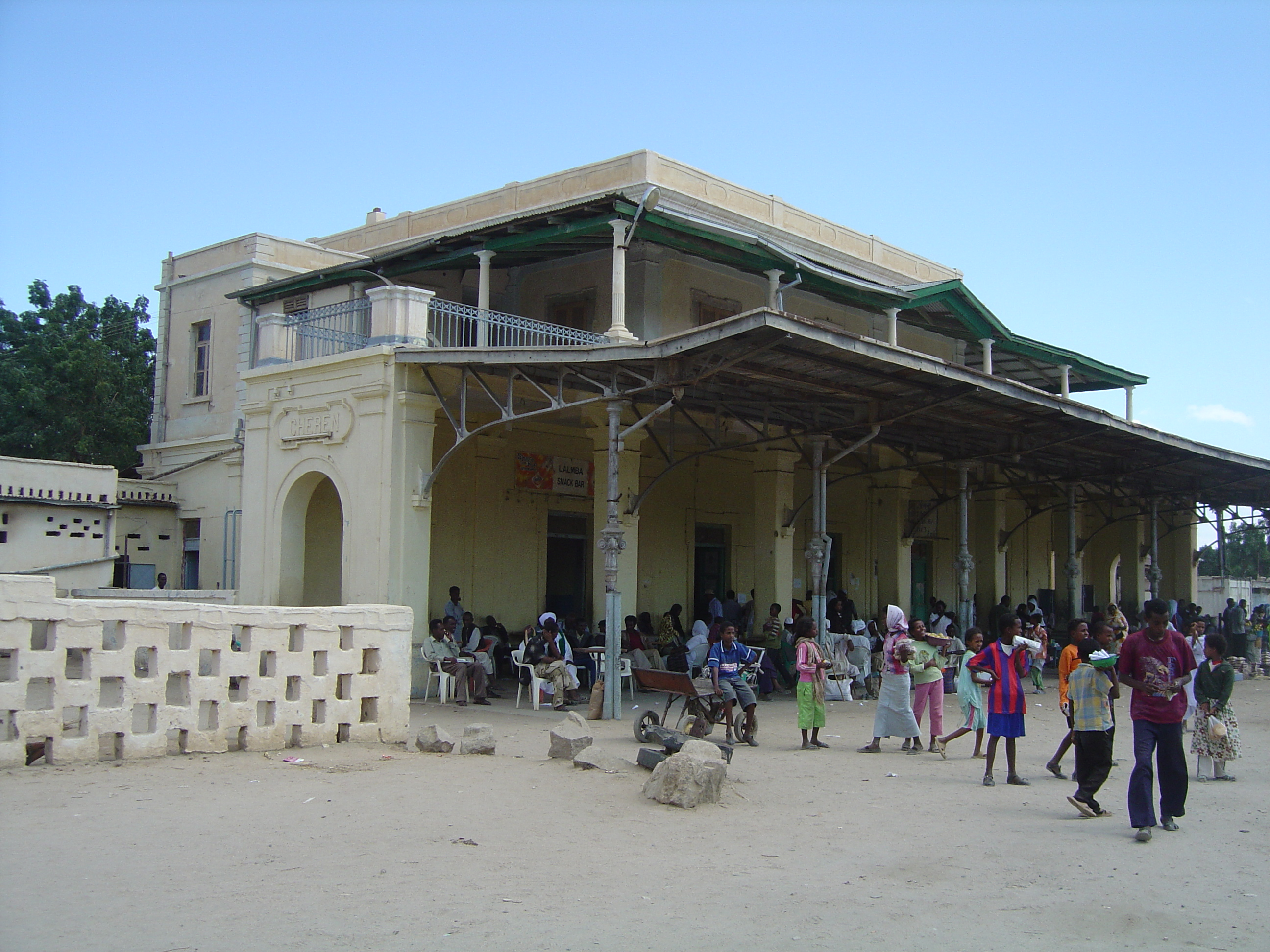
Railway Station of Keren (actually a Bus Station)
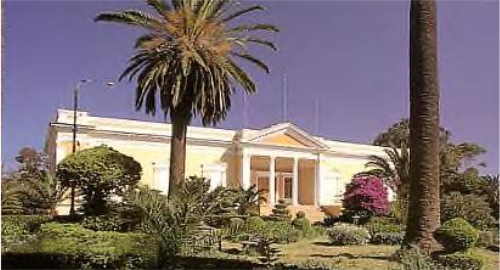
Governor's Palace, built in 1940 (actual President's Palace)
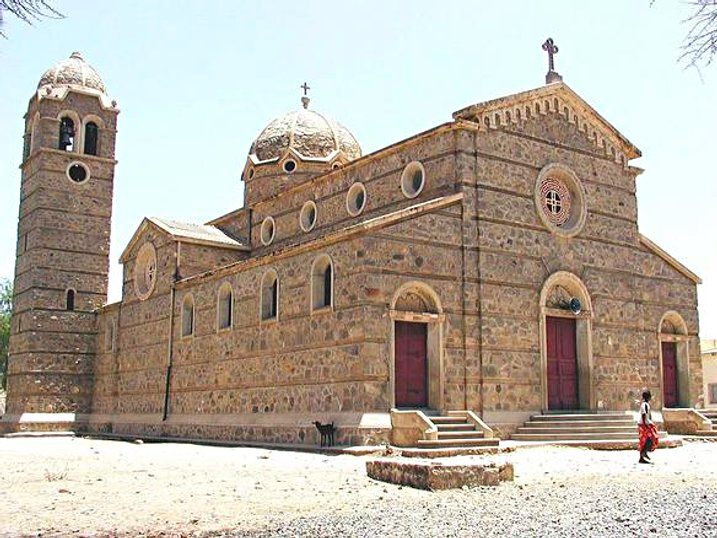
"Romanesque style" Catholic Church in Akrur, near Asmara
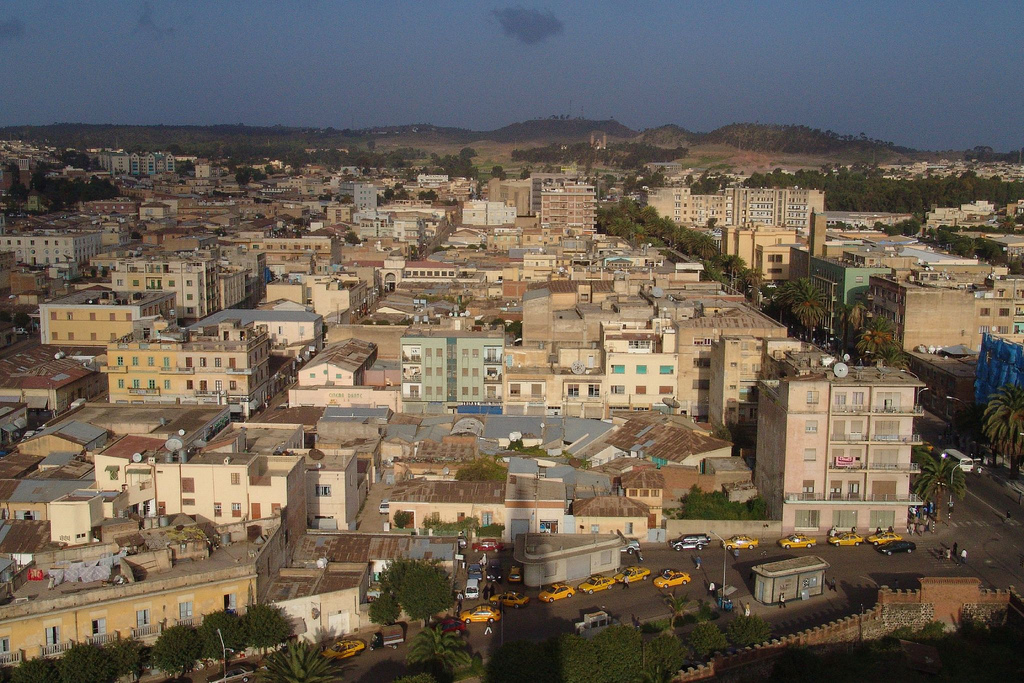
Downtown Asmara, called Piccola Roma, with typical Italian buildings
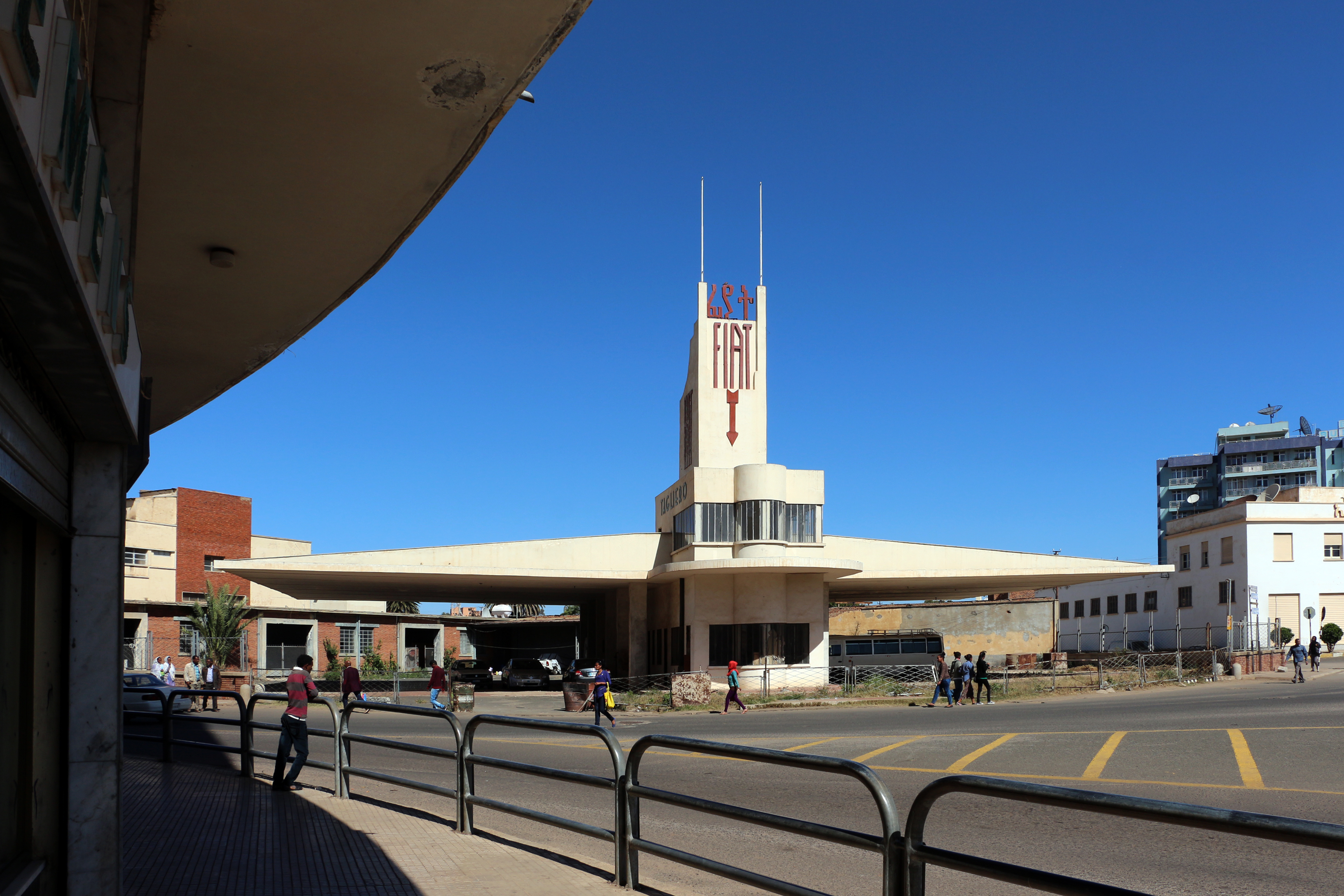
مبنى فيات تاجيليرو من تصميم جوزيبي بيتاززي
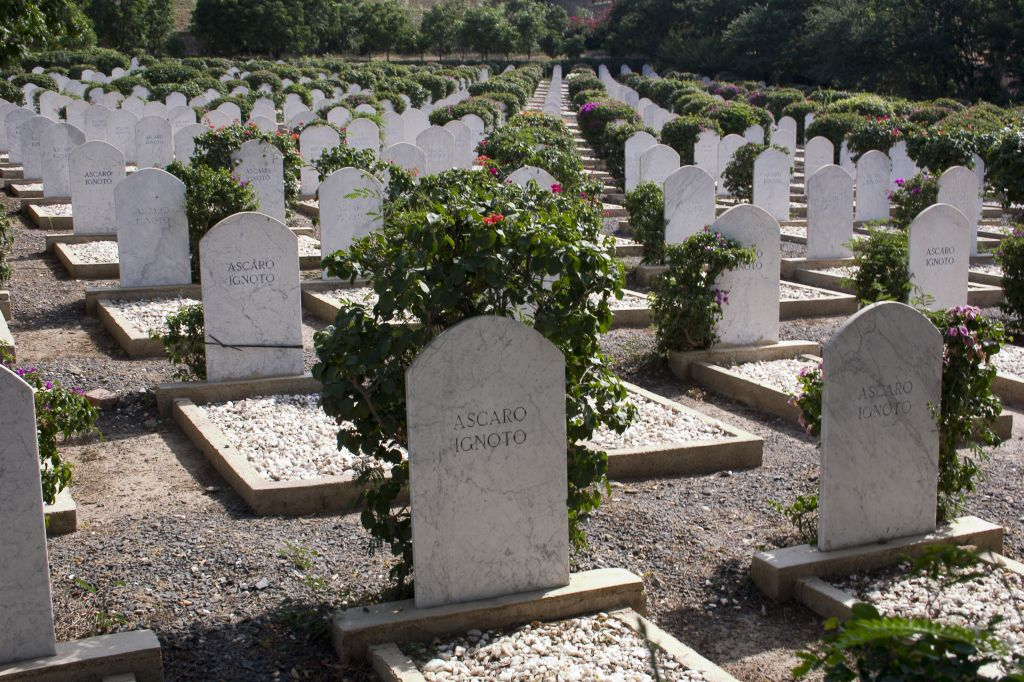
Italian war cemetery in Keren
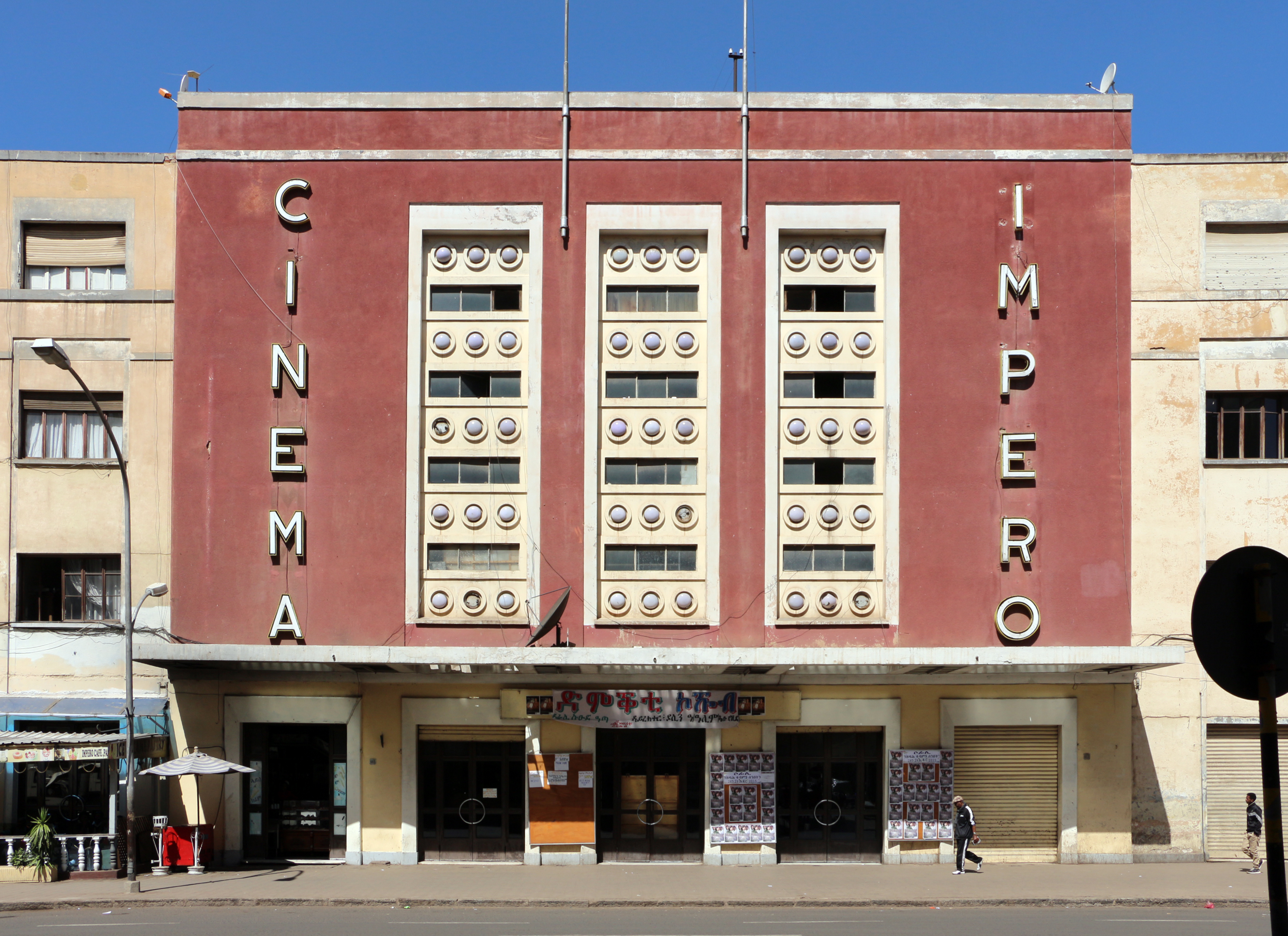
سينما إمبيرو